# Iglesia de Santo Domingo (Macao)
La Iglesia de Santo Domingo (en chino: 玫瑰堂, en portugués: Igreja de São Domingos) es una iglesia del siglo XVI de estilo barroco, que funciona dentro de la Parroquia de la Catedral de la Diócesis de Macao, en China. Se encuentra en la parte peninsular de la ciudad en el "Largo de São Domingos", situado cerca del edificio del Leal Senado.
La construcción de la iglesia se terminó en 1587 y fue supervisada por tres sacerdotes dominicos españoles. Debido a la renovación y la reconstrucción, la estructura actual data del siglo XVII. La iglesia es la más antigua de Macao y está considerada como uno de los 29 sitios que conforman el Centro histórico de Macao, Patrimonio de la Humanidad de la Unesco desde 2005. 